# القانون الآشوري
كان القانون الآشوري أو قانون الآشوريين مشابهاً جداً للقانون السومري والبابلي  على الرغم من أن العقوبات على الجرائم كانت بشكل عام أكثر وحشية، تم اكتشاف أول نسخة من القانون، مؤرخة في عهد تغلث فلاسر الأول، أثناء أعمال التنقيب التي قامت بها الجمعية الشرقية الألمانية (1903-1914). تم العثور على ثلاث مجموعات من القانون الآشوري حتى الآن. كانت العقوبات مثل قص الأذنين والأنوف شائعة، كما كانت في قانون حمورابي، الذي تم تأليفه قبل عدة قرون من القانون الآشوري. كانت عاقبة القتل من خلال السماح للعائلة بتقرير عقوبة الإعدام للقاتل.

## مقتطفات من القانون
القوانين المذكورة أدناه مقتطفات من القانون الآشوري. فالقائمة التي وصلتنا غير كاملة لأن بعض أجزاء القانون غير قابلة للترجمة أو تالفة ومتعذر إصلاحه. تتناول الغالبية العظمى من القواعد المدرجة العلاقات واللقاءات الجنسية بين الرجال والنساء مثل الاغتصاب والزنا. لكن بعض القواعد تتعلق بالطلاق والعنف المنزلي. يدور الكثير من القوانين الآشورية حول الشهوة، الجماع، الزواج، والحمل.
- 1-«إذا تكلمت المرأة سواء كانت زوجة لرجل أو ابنة رجل بالابتذال أو انغمست في الكلام البذيء فإن تلك المرأة تحمل خطيئتها ولن يكون لها حق ضد زوجها أو أبنائها أو ابنتها».
- 2-«إذا مدت امرأة يدها إلى رجل يجب ملاحقتها، وأن تدفع 30 مينا رصاص وتعاقب بـ20 ضربة».
- 3-«إذا أصابت المرأة في الشجار خصية رجل يقطع أحد أصابعها، وإذا ربطها طبيب وأصاب الخصية الأخرى المجاورة لها بالعدوى، أو تضررت كلتيها في الشجار فتجرح الخصية الأخرى، فعقوبتها تدمير كلتا عينيها».
- 4-«إذا وضع رجل يده على زوجة رجل آخر وأثبوا ذلك ضده وأدانوه فيقطع أحد أصابعه، وإذا قبلها، فتقطع شفته السفلى بنصل فأس».
- 5-"إذا أحتجز رجل زوجة رجل آخر وهي تسير على الطريق، وقال لها: سأجامعك بالتأكيد"، وإذا لم تستطع الدفاع عن نفسها، فامسكها بالقوة واغتصبها وسواء قبضوا عليه، أو حسب إدعاء المرأة التي اغتصبها، يلاحقه الشيوخ ويقتلونه ولا عقاب على المرأة".
- 6-«إذا خرجت زوجة الرجل من بيتها وذهبت إلى رجلاً آخراً في محل إقامته وجامعها وهو يعلم أنها زوجة للرجل، فيقتل الرجل وكذلك المرأة».
- 7-«إذا جامع رجل زوجة رجل آخر سواء في نزل أو على الطريق العام وهو يعلم أنها زوجة لرجل آخر، يعامل الرجل معاملة الرجل المغتصب. أما إذا لم يكن يعلم أنها زوجة رجل آخر ومارس معها الجنس، فيطلق سراح الزاني ويلاحق الرجل زوجته ويفعل بها ما يشاء».
- 8-"إذا قبض الرجل على زوجته مع رجل آخر قتلا كلاهما، وإذا قتل زوج المرأة زوجته وجب قتل شريكها أيضا، وإذا قطع أنف زوجته. فيحول الرجل إلى خصي ويشوهون وجهه كله.
- 9-«إذا كان الرجل على علاقة بزوجة رجل حسب رغبتها، فلا عقوبة لذلك الرجل. ويمكن زوجها أن يوقع على المرأة (زوجته) العقوبة التي يريدها».
- 10-«إذا قال الرجل لصاحبه:» لقد مارسو الجنس مع زوجتك وسأثبت ذلك لك«، ولم يكن قادراً على إثبات ذلك، ولا يثبت ذلك، فسوف يعاقب الرجل المدعي بأربعين جلدة، يقوم بأعمال خدمة الملك لمدة ثلاثون يوماً، ويتم تشويهه، ويدفع مبلغاً من المال».
- 11-«إذا جامع الرجل أخيه في السلاح يتم إخصائه».
- 12-«إذا قام رجل بضرب ابنة رجل وإسقاط ما بداخلها، فيتم محاكمته وإدانته، ويقضي عليه بغرامة وزنتان وثلاثون لغم من الرصاص، ويجلد خمسين جلدة، وبالأشغال الشاقة لمدة شهر».
- 13-«إذا كانت المرأة تسكن في بيت أبيها وتوفى زوجها، فإن ستحتفظ بأي هدية منحها لها زوجها، إلا إذا كان هناك أبناء لزوجها، فإنهم سوف يأخذونها».
- 14-«إذا كانت المرأة تسكن في بيت الأب وأعطيت لزوجها، فسواء كانت قد إنتقلت لبيت زوجها أم لا، فإن جميع ديون زوجها وجنحه والجرائم التي إرتكبها سوف تتحملها وكأنها هي من ارتكبتها. وكذلك إذا كانت تسكن مع زوجها، فإنها ستتحمل أيضا كل جرائمه».
- 15-«إذا دخلت امرأة أرملة إلى منزل رجل، أيا كان ما تحضره معها - فكله لزوجها. ولكن إذا دخل رجل إلى امرأة، أيا كان ما أتى به... المرأة».
- 16-«إذا طلق الرجل امرأته، إذا شاء، فقد يعطيها شيئًا، وإذا لم يرغب، فلا داعي لإعطائها شيئًا. أي تخرج خالية الوفاض».
- 17-«إذا خرجت زوجات رجل أو بنات رجل إلى الشارع، فإن رؤوسهن ستكون محجبة. أما العاهرة فلا يستوجب أن تكون محجبة، ولا يجب على الخادمات أن يرتدين الحجاب، سيصادر ثياب العاهرات المحجبات والخادمات ويتم جلدهم خمسون جلدة ويسكب القار على رؤوسهم».
- 18-«إذا مات زوج امرأة، فعند وفاة زوجها لا تخرج من بيتها، وإذا لم يترك لها زوجها شيئاً، فتسكن في بيت أحد أبنائها، ويعيلها أبناء زوجها ويتكفلون طعامها وشرابها، أما المخطوبة فيتم الاتفاق على إعالتها. وإذا كانت زوجة ثانية وليس لها أبناء فإنها تسكن مع أحد أبناء ويكونون مسؤولين عن إعالتها. أما إذا كان لها أبناء من زوجها فيجب أن يعيلها أبناؤها وتقوم بخدمتهم. أما إذا تزوجها أحد أبناء زوجها فلا داعي للأبناء الآخرين أن يعولوها».
- 19-«إذا مارس رجل أو امرأة السحر، وألقي القبض عليهما متلبسين، فسيتم محاكماتهما وإدانتهماوقتل ممارس السحر».
- 20-«إذا ضرب رجل زوجة رجل في أول حمل لها، وأوقع ما بداخلها، فهذه جريمة، وعليه أن يدفع لها وزنتان من الرصاص».
- 21-«إذا ضرب رجل عاهرة وجعلها تسقط ما بداخلها، فإنه سيحكم عليه بالجلد ويدفع لها تعويضات مدى الحياة».
- 22-«إذا قامت امرأة بإجهاظ نفسها بنفسها، فسوف يحاكمونها، ويدينونها، ويصلبونها، ولن يدفنوها. وإذا ماتت من إسقاط ما فيها، فسوف يصلبونها. ولا يدفنوها».
- 23-«إذا أعطت عذراء من تلقاء نفسها لرجل، على الرجل أن يأخذ على نفسه عهد أمام زوجته أن لا يقترب منها. ويدفع ثمن العذراء بثلاثة أضعاف ثمن الخاطف. ويفعل الأب بابنته ما يشاء».
- 24-"في كل جريمة يعاقب عليها بقطع الأذن أو الأنف أو الإضرار بالسمعة أو الحالة يجب أن يتم كما هو مكتوب.
- 25-«ما لم يكن ممنوعا في الألواح، يجوز للرجل أن يضرب زوجته، أو يشد شعرها، أو يؤذي أذنها أو يثقبها، ولا يأثم بذلك».

## راجع أيضًا
- القانون البابلي
- القانون المسماري

## مزيد من القراءة
- إم. روث، «مجموعات القانون من بلاد ما بين النهرين وآسيا الصغرى»، أتلانتا، 1997، ص 153-194

## روابط خارجية
- قانون Assura ، حوالي 1075 قبل الميلاد (مقتطفات)
- OfMPA24
- المرأة والأصولية والإرهاب: أصداء من بلاد آشور القديمة - روبرت باين 15 فبراير 2017